# Scrolls of the Megilloth
Scrolls of the Megilloth es el tercer álbum de la banda australiana Mortification publicado en 1992. Este álbum tiene características propias del Brutal Death  Metal tales como el uso intensivo del blast beat, guitarras afinadas varios tonos bajo la afinación normal, cambios de ritmo constante, y una voz gutural caracterizada por el estilo Pig Squeal. 
El disco mezcla lo extremo del brutal death metal con la lírica cristiana caracterizada de la Banda. El disco marcó un antes y un después en la banda, ya que, después de la salida de este, la banda no experimento más el estilo propio del disco, prefiriendo el estilo thrash, core y power metal, razón por la cual un año después dejaría la banda el baterista Jayson Sherlock, ya que este último pretendía seguir elevando la brutalidad de estilos en la banda hasta llegar al Black Metal, cosa que el líder de la banda, Steve Rowe se negó.
El disco es considerado un clásico dentro del ámbito white metal ya que inspiró a muchas bandas cristianas a relacionarse con el estilo death metal.

## Lista de canciones
Todas las canciones escritas y compuestas por Mortification. 
| N.º   | Título                     | Duración |  |
| 1.    | «Nocturnal»                | 6:08     |  |
| 2.    | «Terminate Damnation»      | 6:17     |  |
| 3.    | «Eternal Lamentation»      | 6:27     |  |
| 4.    | «Raise The Chalice»        | 4:47     |  |
| 5.    | «Lymphosarcoma»            | 6:01     |  |
| 6.    | «Scrolls Of The Megilloth» | 4:26     |  |
| 7.    | «Death Requiem»            | 5:09     |  |
| 8.    | «Necromanicide»            | 4:54     |  |
| 9.    | «Inflamed»                 | 3:25     |  |
| 10.   | «Ancient Prophecy»         | 11:42    |  |
| 58:45 |                            |          |  |

- Datos: Q1107030